# خورشیدفرشته
خورشیدفرشته (نام علمی: Heliangelus) نام یک سرده از زیرخانواده مگس‌مرغیان است.

## گونه‌ها
- خورشیدفرشته گلوآمتیست (Heliangelus amethysticollis)
- Longuemare's sunangel (Heliangelus clarisse)
- Mérida sunangel (Heliangelus spencei)
- خورشیدفرشته تورمالین (Heliangelus exortis)
- خورشیدفرشته گلونارنجی (Heliangelus mavors)
- خورشیدفرشته گلوآتشین (Heliangelus micraster)
- خورشیدفرشته شاهانه (Heliangelus regalis)
- خورشیدفرشته گلوارغوانی (Heliangelus viola)
- Bogotá sunangel (Heliangelus zusii)
- Gorgeted sunangel (Heliangelus strophianus)